# آدام نجم
آدام نجم (زاده ۱۹ ژانویه ۱۹۹۵) یک بازیکن حرفه‌ای فوتبال است که به عنوان هافبک برای باشگاه فوتبال ادمونتون در لیگ برتر کانادا و تیم ملی افغانستان بازی می‌کند.
برادر آدام، دیوید نیز یک فوتبالیست حرفه ای است که در حال حاضر برای نیومکزیکو یونایتد بازی می‌کند.